# Philippe Myers
Philippe Myers, född 25 januari 1997, är en kanadensisk professionell ishockeyback som är kontrakterad till Tampa Bay Lightning i NHL och spelar för Syracuse Crunch i AHL.
Han har tidigare spelat för Philadelphia Flyers och Nashville Predators i NHL; Lehigh Valley Phantoms och Toronto Marlies i AHL samt Huskies de Rouyn-Noranda i Ligue de hockey junior majeur du Québec (LHJMQ).
Myers blev aldrig NHL-draftad.

## Statistik
| 2012–2013    | Moncton Flyers           | NB-PEI       | 35  | 2  | 12 | 14 | 26  | 9  | 3 | 5  | 8  | 2  |
| 2013–2014    | Huskies de Rouyn-Noranda | LHJMQ        | 46  | 0  | 4  | 4  | 11  | 9  | 0 | 3  | 3  | 2  |
| 2014–2015    | Huskies de Rouyn-Noranda | LHJMQ        | 60  | 2  | 6  | 8  | 55  | 6  | 0 | 2  | 2  | 15 |
| 2015–2016    | Huskies de Rouyn-Noranda | LHJMQ        | 63  | 17 | 28 | 45 | 44  | 20 | 4 | 12 | 16 | 18 |
| 2016–2017    | Huskies de Rouyn-Noranda | LHJMQ        | 34  | 10 | 25 | 35 | 46  | 13 | 3 | 6  | 9  | 14 |
| 2017–2018    | Lehigh Valley Phantoms   | AHL          | 50  | 5  | 16 | 21 | 54  | 13 | 3 | 4  | 7  | 12 |
| 2018–2019    | Philadelphia Flyers      | NHL          | 21  | 1  | 1  | 2  | 2   | —  | — | —  | —  | —  |
|              | Lehigh Valley Phantoms   | AHL          | 53  | 9  | 24 | 33 | 78  | —  | — | —  | —  | —  |
| 2019–2020    | Philadelphia Flyers      | NHL          | 50  | 4  | 12 | 16 | 30  | 16 | 3 | 1  | 4  | 8  |
|              | Lehigh Valley Phantoms   | AHL          | 6   | 0  | 4  | 4  | 4   | —  | — | —  | —  | —  |
| 2020–2021    | Philadelphia Flyers      | NHL          | 44  | 1  | 10 | 11 | 22  | —  | — | —  | —  | —  |
| 2021–2022    | Nashville Predators      | NHL          | 27  | 1  | 3  | 4  | 12  | —  | — | —  | —  | —  |
|              | Toronto Marlies          | AHL          | 16  | 2  | 5  | 7  | 23  | —  | — | —  | —  | —  |
| 2022–2023    | Tampa Bay Lightning      | NHL          | 11  | 1  | 2  | 3  | 4   | —  | — | —  | —  | —  |
|              | Syracuse Crunch          | AHL          | 52  | 8  | 21 | 29 | 88  | 5  | 1 | 1  | 2  | 10 |
| NHL totalt   | NHL totalt               | NHL totalt   | 153 | 8  | 28 | 36 | 70  | 16 | 3 | 1  | 4  | 8  |
| AHL totalt   | AHL totalt               | AHL totalt   | 177 | 24 | 70 | 94 | 247 | 18 | 4 | 5  | 9  | 22 |
| LHJMQ totalt | LHJMQ totalt             | LHJMQ totalt | 203 | 29 | 63 | 92 | 156 | 48 | 7 | 23 | 30 | 49 |

### Internationellt
| Källa: Uppdaterad: 2019-09-08 | Källa: Uppdaterad: 2019-09-08 | Källa: Uppdaterad: 2019-09-08 |         | Utv = Utvisningsminuter | Utv = Utvisningsminuter | Utv = Utvisningsminuter | Utv = Utvisningsminuter | Utv = Utvisningsminuter |
| År                            | Lag                           | Mästerskap                    | Matcher | Mål                     | Assists                 | Poäng                   | Utv                     |                         |
| ----------------------------- | ----------------------------- | ----------------------------- | ------- | ----------------------- | ----------------------- | ----------------------- | ----------------------- | ----------------------- |
| 2017                          | Kanada                        | JVM                           | 4       | 0                       | 3                       | 3                       | 4                       |                         |
| 2019                          | Kanada                        | VM                            | 7       | 0                       | 1                       | 1                       | 0                       |                         |
| Junior totalt                 | Junior totalt                 | Junior totalt                 | 4       | 0                       | 3                       | 3                       | 4                       |                         |
| Senior totalt                 | Senior totalt                 | Senior totalt                 | 7       | 0                       | 1                       | 1                       | 0                       |                         |